# 張英進
張英進（1957年/1958年—）是一位作家，是迄今为止唯一一位公开了同性恋身份的脫北者 。

## 生平
張英進出生在朝鲜东海岸城市清津。小时候，他爱上了一个男孩，二人间的感情一直持续到成年时期。二人曾牵手、同床共枕。后来，他们來到平壤，上了不同的大学。1976年，二人入伍（朝鲜人民军），暂时分别。据張英進说，“在冬季，每个士兵只能领到2块破旧的毯子，找个伙伴相拥入睡，彼此取暖，是常见的事”“我们认为这是党所讲的‘革命同志情谊’的一部分”。張英進还表示，在自己所处的前线部队，老资历的士兵和军官曾用苹果等其他食物引诱自己和他们同睡。1982年，張英進因患结核病而退伍。他后来在清津市做無線通訊工作。
1987年，張英進和一位数学教师通过包办婚姻成婚，但他对妻子乃至所有女性都没兴趣 。数年不育后，二人在亲戚的建议下去看了医生，但未发现身体问题。張英進在上大学时“想弄清自己为什么和别人那么不一样”，于是去看了神經內科，但他“刚开始谈论自己的感受，就不得不跑出诊室，因为那医生开始大吼”。張英進后来申请离婚，但被当局拒绝。張英進的妻子害怕丢掉教师工作，求他不要离婚。張英進还和小時候認識的男人恢复了联系，后者也已经复员，娶了个护士，育有两个孩子。二人偶尔互相探访，他们的妻子也允许他们同床睡觉，她們这是他们童年时的习惯。張英進對兒時的玩伴有強烈的性慾，但兒時的玩伴對他卻並非如此，張英進想擺脫沒有愛的婚姻，於是他決定逃離北韓。
1996年冬季，張英進穿越中国—朝鲜边界，逃离朝鲜，但之后无法经由中国进入大韩民国。他于是返回朝鲜境内，后来，在1997年4月27日，他爬过了朝韩非军事区，历经五日跋涉，进入韩国境内，成为极少数成功通过此方式脱北的人之一。張英進的脱北经历被媒体报道，他的家人接着受到连累，被流放到北部的偏远村庄 。抵达韩国后，張英進被韩方官员盘问了5个月，因為韩方官員擔心他是北韓派來的間諜，后来他谈及自己在朝鲜是因為對太太沒性慾才決意逃到南韓，之后他被释放，但他也像在北韓一樣，被送進了醫院。1998年初，張英進在杂志上读到一篇关于同性恋权益以及男同性戀出柜的文章，这才完全了解了自己的性取向。文章配有同性情侣接吻图片，还报道称首爾特別市有同志酒吧。
2004年，張英進爱上了一位当地的空中乘务员，二人是通过張英進最喜欢的酒吧的老板认识的。约会三个月后，張英進把自己所有积蓄、财物以及租来的住处都给了那个空乘，以便后者能买一套更大的住宅，供两人同居。那个空乘虽保证和張英進在一起，但却再也没出现，張英進接着一连十五天向警方举报，直到警方劝他放弃为止。此事过后，張英進很难再相信他人了。之后，張英進生了病，入院一个月，因此丢掉了在工厂的工作，就此无家可归。他后来怀疑自己的病就是在被那空乘诈骗后压力过大导致的。張英進也曾找到LGBT權利運動活动者求助。同时，張英進还得知自己在朝鲜的3个兄弟以及一位姐妹以及母親在被流放后死去了。一位匿名脱北者说自己认识張英進的家人，说他的妻子后来也被逐出村庄，但后来又获准返回了，而且和別人結婚了。
張英進后来找到了一份清洁工工作，攒钱租了新房。接着，他开始利用业余时间写作，2015年4月底，他出版了自传《脫北者，男同志》，该书于2017年出版英译本  。2015年5月，张表示自己将会写一部“关于和我的母亲、姐妹一样的朝鲜的女性”的小说。截至2015年6月，他依然在首尔市中心的一栋楼里做清洁工。在于2016年2月受访时，张说自己已经不再当清洁工了，“要专注于写作”。2020年，張英進通过在線約會的方式结识了一位韓裔美國人，他是美國當地的餐厅老板。4个月后，張英進在美国见到了這位老板，又过了两个月，那位老板向他求了婚。2021年3月時，二人计划在当年晚些时候结婚。